# 山本俊一
山本 俊一（やまもと しゅんいち、1922年10月24日 - 2008年12月13日）は、日本の医師、衛生学者。
福井県敦賀市生まれ。1946年東京帝国大学医学部卒。47年医師国家試験合格、東大衛生学教室助手。60年医学博士、東京大学医学部助教授。1965年教授。83年定年退職、名誉教授、東京都老人総合研究所副所長。1987年聖路加看護大学教授、92年副学長。96年退職。1986年東京都文化賞受賞。公衆衛生の研究に尽力し、はじめてのハンセン病の歴史を執筆、ハンセン病訴訟では熊本地裁に原告側意見書を提出した。

## 著書
- 『疫学入門』朝倉書店 1972
- 『日本コレラ史』東京大学出版会 1982
- 『浮浪者収容所記 ある医学徒の昭和二十一年』中公新書 1982
- 『疫学』文光堂 1983
- 『日本公娼史』中央法規出版 1983
- 『死生学のすすめ』医学書院 1992
- 『健康の計量学』朝倉書店 行動計量学シリーズ 1993
- 『日本らい史』東京大学出版会 1993
- 『梅毒からエイズへ 売春と性病の日本近代史』朝倉書店 1994
- 『生老病死のレッスン 第3の人生入門』真菜書房 1995
- 『肺がん三十年 がんとの上手なつき合い方』真菜書房 1995
- 『死生学 他者の死と自己の死』医学書院 1996
- 『わが罪農薬汚染食品の輸入認可 厚生省食品衛生調査会元委員長の告白』真菜書房 1998
- 『衛生学者が繙いた売春性病史』文光堂 2002
- 『東京大学医学部紛争私観』本の泉社 2003

### 共編
- 『日本食品衛生史 昭和後期編』編 中央法規出版 1982
- 『死生学・Thanatology 死から生の意味を考える』第1-3集　日野原重明共編 技術出版 1988-90
- 『生と死のケア』日野原重明共編 医学書院 1995

### 翻訳
- J.ハガイ『もはや悲しみも痛みもなく』山本あや子共訳 新教出版社 1980
- バートン・ルーチェ『推理する医学』正続　山本晴美共訳　西村書店 1985-90
- H.H.シュレンプゲンス編『誤診 症例から学ぶ原則と教訓』中央洋書出版部 1989
- ジョナサン・ウェーバー,アナベル・フェリマン『みんなのためのエイズ手帳 これだけは知っておきたいエイズに関する基礎知識』山本晴美共訳 西村書店 1989
- ディーター・ジェッター『西洋医学史ハンドブック』朝倉書店 1996